# Inge Magnusson
Inge Magnusson (... – 1202) durante la guerra civile norvegese fu aspirante al trono di Norvegia per la fazione dei Bagler composta per lo più da nobili, chierici e mercanti.

## La vita
Inge Magnusson, che nacque in data ignota, si trovò a vivere in un'epoca travagliata. Nel 1197 durante il regno di Sverre I di Norvegia sorse parecchio malcontento che portò piano piano alla frantumazione della pace nazionale. Il re aveva parecchi avversari fra cui il vescovo Nicholas Arnesson, che era fratellastro del defunto Inge I di Norvegia, e l'esiliato arcivescovo Erik Ivarsson. I due si incontrarono in un villaggio della Scania, allora parte della Danimarca ed è qui che Inge entra in scena rivendicando di essere uno dei figli di Magnus V di Norvegia ed essi lo portarono in Norvegia quale figura di rappresentanza della loro fazione. Entrambi appartenevano al gruppo dei Bagler che veniva da una parola in Lingua norrena significante pastorale e che si contrapponeva a quello dei Birkebeiner, la lotta fra questi due partiti si sarebbe protratta per tutto il regno di Sverre.
Inge era con i Bagler quando questi presero Nidaros nel gennaio 1198, essi rimasero lì fino a primavera e ad Inge venne dato dal Thing il titolo di re. I Bagler restarono nell'area della regione di Viken, sia perché rientrava nel vescovado di Nicholas, sia perché era stata la terra in cui si trovava la base di potere di Magnus V. Il 18 giugno 1199 le flotte del re si scontrarono con quelle dei Bagler alla battaglia di Strindafjord dove Sverre riportò una vittoria schiacciante. Nonostante la bruciante sconfitta le fonti indicano che nel 1200 Inge era ancora a capo dei Bagler, ma la morte di Sverre due anni dopo gli fu fatale. Nel 1202 Inge si trovò privato dell'appoggio ecclesiastico, l'arcivescovo Erik Ivarsson si riconciliò infatti con il nuovo re Haakon III di Norvegia, figlio di Sverre, ed Inge finì ucciso da uno dei suoi stessi uomini in un villaggio poco fuori Fagernes

## Il contesto storico
Durante le Guerre civili norvegesi molti figli di re o presunti tali si trovarono a combattere per il potere. Le guerre durarono per un periodo considerevole dal 1130 al 1240. Nel 1217 vi fu una certa pacificazione e da quel momento in poi si adottò una forma di governo più centrata sul sovrano che portò gradualmente a un ridursi delle rivolte. In questi periodi fiorono tutta una serie di conflitti di vario grado ed intensità, quel che vi era dietro erano le tutt'altro che chiare leggi di successione, le condizioni sociali e le lotte fra chiesa e monarca. I partiti contrapposti erano essenzialmente due anche se all'inizio non erano facilmente identificabili per via dei nomi diversi o della loro assenza, anche se alla fine si identificarono nei Bugler e nei Birkebeiner. Il punto di frizione era sempre un figlio reale che diventa il punto di riferimento della fazione e che si contrapponeva a un altro pretendente della fazione opposta. La fallimentare ascesa del duca Skule Bårdsson nel 1240 fu l'ultimo atto della guerra civile.